# Alfred North Whitehead
Alfred North Whitehead, OM, MRS (15 de febrero de 1861- 30 de diciembre de 1947) fue un matemático y filósofo inglés. Es reconocido como la figura que define a la escuela filosófica conocida como la filosofía del proceso, que hoy en día ha encontrado aplicación en una gran variedad de disciplinas, entre ellas la ecología, la teología, la educación, la física, la biología, la economía y la psicología, entre otras áreas.
En sus primeros años, Whitehead escribió principalmente sobre matemáticas, lógica y física. Sus trabajos más notables en esas áreas son los tres volúmenes de Principia Mathematica (1910-13), que escribió junto con Bertrand Russell, un exestudiante suyo. Principia Mathematica es considerado uno de los trabajos más importantes sobre lógica matemática del siglo XX, y alcanzó el lugar 23 en una lista de los 100 mejores libros de no ficción en idioma inglés del siglo XX de la Biblioteca Moderna.
Comenzando la década de 1910 y principios de 1920, Whitehead comenzó a enfocarse más en la filosofía de la ciencia y finalmente en la metafísica. Desarrolló un sistema metafísico que radicalmente salió de la filosofía occidental. Whitehead argumentó que la realidad consistía en procesos, más que en objetos materiales, y que los procesos son mejor definidos por sus relaciones con otros procesos, por lo que refutó la teoría de que la realidad está fundamentalmente construida por pedazos de materia que existen de manera independiente entre cada uno. Actualmente, los trabajos filosóficos de Whitehead, en especial Proceso y realidad, son conocidos como los textos que fundaron la filosofía del proceso.
La filosofía del proceso de Whitehead argumenta que "existe una urgencia de ver al mundo como una red de procesos interrelacionados de los que somos partes integrales, por lo que todas nuestras decisiones y acciones tienen consecuencias para el mundo alrededor de nosotros". Por esta razón, una de las aplicaciones más prometedoras de las ideas de Whitehead en los años más recientes ha sido en el área de la civilización ecológica y la ética del medio ambiente, iniciada por John B. Cobb, Jr.

## Vida

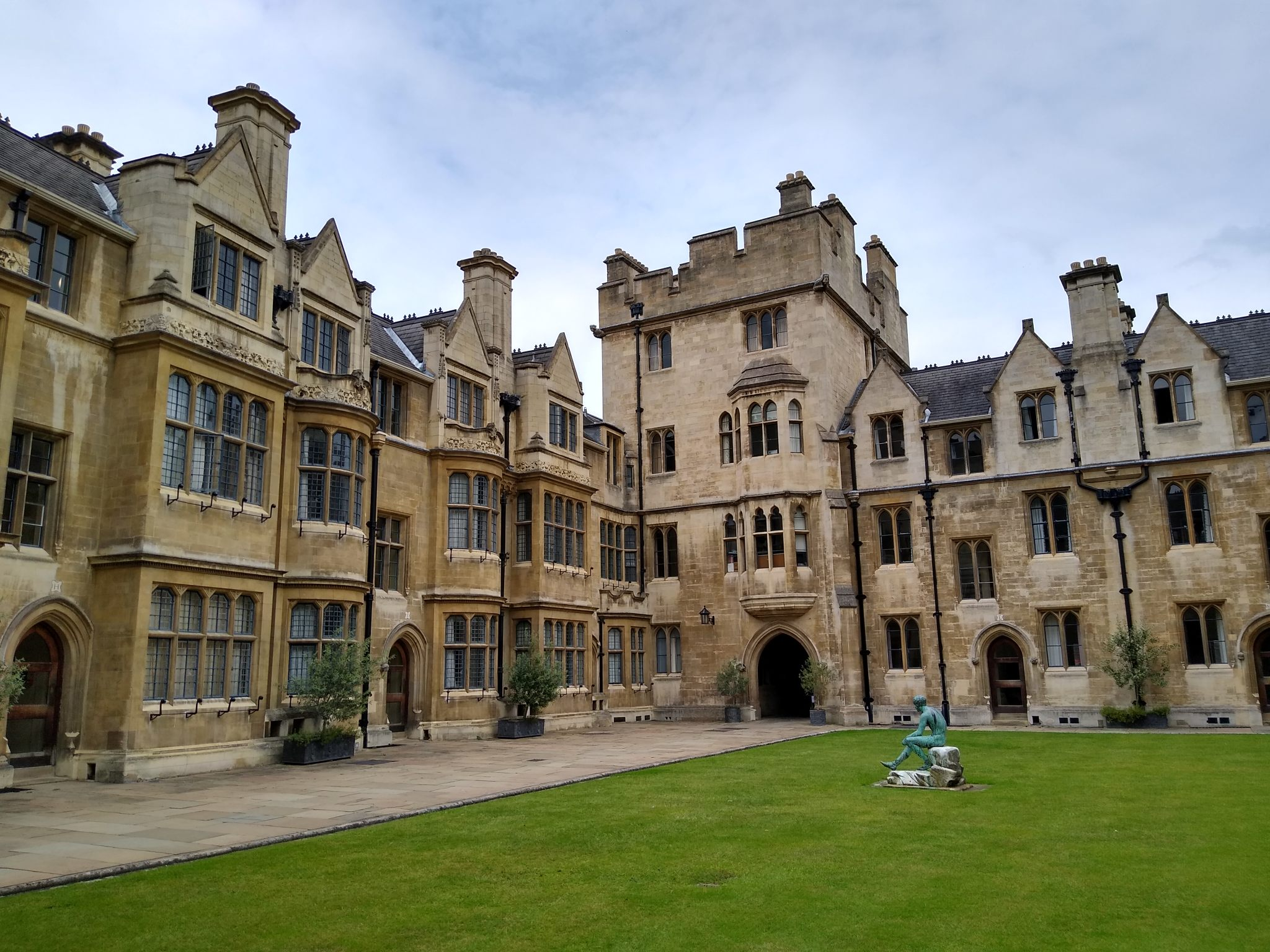
Corte norte de Whewell norte en el Trinity College de Cambridge. Whitehead pasó treinta años en el Trinity, cinco como estudiante y veinticinco años como profesor titular.

Alfred North Whitehead nació en Ramsgate, Kent, Inglaterra en 1861. Su padre, Alfred Whitehead, fue un ministro y maestro de la Chatham House Academy, una exitosa escuela para niños, establecida por Thomas Whitehead, el abuelo de Alfred North. Alfred N. Whitehead los recuerda como dos personas muy exitosas y educadas. La madre de Whitehead fue Maria Sarah Whitehead, anteriormente, Maria Sarah Buckmaster. Aparentemente, Whitehead no fue muy cercano a su madre, ya que nunca la mencionó en alguno de sus escritos y existe evidencia de que la esposa de Whitehead, Evelyn, tenía una mala opinión acerca de ella.
Whitehead fue educado en la escuela Sherborne, Dorset, después considerada como una de las mejores escuelas públicas del país. Su infancia es descrita como sobreprotegida, pero al entrar a la escuela, comenzó a destacarse en los deportes y las matemáticas, convirtiéndose en el mejor de su clase.
En 1880, Whitehead comenzó a asistir a la Trinity College, Cambridge para estudiar matemáticas. Obtuvo su licenciatura de Trinidad en 1884 y se graduó como el cuarto wrangler. Fue elegido como miembro de la Trinidad en 1884 para enseñar y escribir sobre Matemáticas y Físicas hasta 1910. Pasó la década de 1890 escribiendo su Tratado sobre el Álgebra Universal (1998) y la de 1900 colaborando con su antiguo alumno, Bertrand Russell en su primera edición de Principia Mathematica. También fue un apóstol de Cambridge.
En 1890, Whitehead se casó con Evelyn Wade, una mujer Irlandesa criada en Francia; tuvieron una hija, Jessie Whitehead y dos hijos, Thomas North Whitehead y Eric Whitehead. Eric Whitehead murió en acción al servir al Real Cuerpo Aéreo durante la Primera Guerra Mundial, a la edad de 19 años.

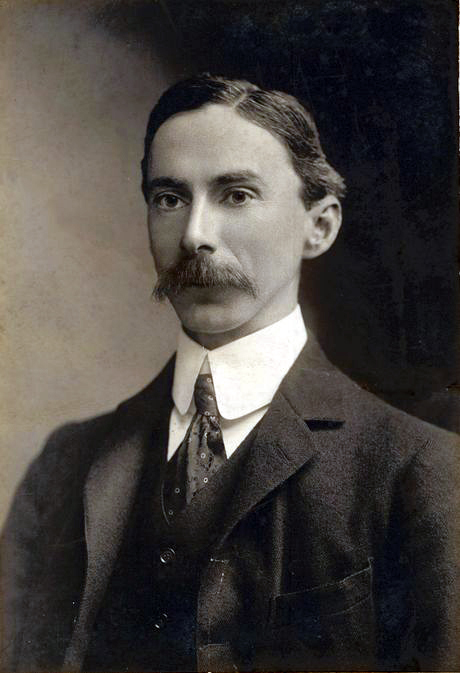
Bertrand Russell en 1907. Russell fue un estudiante de Whitehead en el Trinity College y un colaborador y amigo de años.

En 1910, Whitehead renunció a su Cátedra en Matemáticas en Trinidad y se mudó a Londres, sin antes buscar otro trabajo. Tras haber estado desempleado por un año, Whitehead aceptó un puesto como Lector de Matemáticas Aplicadas y Mecánica en la Univesity College de Londres y después de un año fue transferido a Cátedra, una posición por la que siempre había tenido la esperanza de alcanzar.
En 1914 Whitehead aceptó un puesto como profesor de Matemáticas Aplicadas del reciente Imperial College de Londres, donde su viejo amigo Andrew Forsyth recientemente había sido nombrado Profesor Jefe de Matemáticas.
En 1918 las responsabilidades académicas de Whitehead empezaron a expandirse, por lo que aceptó una serie de altos cargos administrativos dentro del sistema de la Universidad de Londres, del cual la College London era miembro en ese tiempo. Fue elegido Decano de la Facultad de Ciencias de la Universidad ya a finales de 1918 (puesto que ocupó durante 4 años). En 1919 fue miembro del Senado de la Universidad de Londres y presidente del Consejo del Liderazgo Académico en 1920, puesto que ocupó hasta que partió a los Estados Unidos en 1924. Whitehead fue capaz de ejercer su nueva influencia para poder crear una nueva historia del departamento de ciencia, que lo ayudó a obtener su título de Bachelor de ciencias, pues anteriormente solo le habían ofrecido el Bachelor de artes. Así mismo logró hacer que la escuela fuera más accesible para estudiantes con bajos recursos.
Hacia el final de su estancia en Inglaterra, Whitehead comenzó a interesarse en la Filosofía y aunque no tenía una formación avanzada en Filosofía, pronto llegó a tener un gran prestigio. Después de publicar The Concept of Nature en 1920, sirvió como presidente de la Sociedad Aristotélica de 1922 a 1923. En 1924, Henry Osborn Taylor invitó a Whitehead, ya de 63 años, a unirse a la facultad de Universidad de Harvard como profesor de Filosofía.
Durante su estancia en Harvard, Whitehead realizó sus contribuciones más importantes a la Filosofía. En 1925, escribió Science and the Modern World, que inmediatamente fue aclamado como una alternativa al dualismo cartesiano que afectaba a la divulgación científica. Pocos años después, publicó su trabajo seminal Proceso y realidad, que ha sido comparado (tanto por su importancia como por su dificultad) con la Crítica a la Razón Pura de Kant.
Los Whitehead pasaron el resto de sus vidas en los Estados Unidos. Alfred North se retiró de Harvard en 1937 y permaneció en Cambridge, Massachusetts hasta su muerte el 30 de diciembre de 1947.
La biografía en dos volúmenes de Victor Lowe es la representación más definitiva de la vida de Whitehead. Sin embargo, varios detalles de su vida permanecen oscuros porque no dejó Nachlass; su familia recibió instrucciones de destruir todos su papeles después de su muerte. Además, Whitehead fue conocido por su "creencia casi fanática en el derecho a la privacidad". Esto llevó a que Lowe señalara en la primera página de la biografía, "Ningún biógrafo profesional en su sano juicio podría tocarlo".
Actualmente, no hay un edición crítica de los escritos de Whitehead, aunque el Proyecto de Investigación de Whitehead del Centro de Estudios de Proceso, se encuentra trabajando en esa edición.

## Matemáticas y Lógica
Además de los numerosos artículos de Matemáticas, Whitehead escribió tres libros: Tratado Universal de Álgebra (1898), Principia Mathematica (coescrito con Bertrand Russell y publicado en tres volúmenes entre 1910 y 1913) y Una Introducción a las Matemáticas (1911). Los primeros dos libros fueron dirigidos específicamente a matemáticos profesionales, mientras que el tercero se dirigió a una audiencia más grande, pues cubría la historia de las Matemáticas y sus fundamentos filosóficos. En particular, Principia Mathematica, es reconocido como uno de los trabajos más importantes de lógica matemática del siglo XX.
Además de su legado como coescritor de Principia Mathematica, la teoría de Whitehead de "abstracción extensa" es considerada fundamental para la rama de la Ontología y la Informáticas, conocida como "mereotopología", una teoría que describe relaciones especiales entre las totalidades, piezas, partes de partes y límites entre las partes.

### Tratado de Álgebra Universal
En el Tratado de Álgebra Universal (1898) el término "álgebra universal" tuvo el mismo significado que tiene hoy: el estudio de estructuras algebraicas por sí solas más que ejemplos ("modelos") de las estructuras. Whitehead acredita a William Rowan Hamilton y Augustus De Morgan como los creadores de la materia y a James Joseph Sylvester por haber acuñado el término.
Al mismo tiempo, llamaron su atención las estructuras matemáticas no conmutativas como las álgebras de Lie o los cuaterniones. Alexander Macfarlene escribió: "La idea principal de la obra no es unificar varios métodos ni generalizar el álgebra, sino hacer un estudio comparativo de varias estructuras". Así mismo, G.B. Mathews escribió, "posee una unidad de diseño que es realmente notable, teniendo en cuenta la variedad de sus temas".
El Tratado de Álgebra Universal buscaba examinar las teorías de extensión de Hermann Grassmann ("Ausdehnungslehre"), el álgebra de la lógica de Boole y los cuaterniones de Hamilton (este último sistema iba a verse en el volumen II, el cual nunca fue terminado por comenzar a trabajar en Principia Mathematica). Whitehead escribió en el prefacio:
"Dichas algebras tienen un valor intrínseco para un estudio detallado por separado; también son dignas del estudio comparativo, por el bien de la luz de la teoría general del razonamiento simbólico y un simbolismo algebraico en particular... La idea de una concepción generalizada se ha hecho varias veces, en la creencia de que las propiedades y operaciones involucradas en él, pueden estar hechas para formar un método uniforme de interpretación de varias algebras".
Sin embargo, Whitehead no tuvo resultado de una naturaleza general. Su esperanza de "formar un método uniforme de interpretación de varias álgebras" posiblemente se hubiera logrado en el Volumen II, si Whitehead lo hubiera terminado. El trabajo posterior en el tema fue mínimo hasta principios de la década de 1930, cuando Garrett Birkhoff y Oystein Ore comenzaron a publicar álgebras universales.

### Principia Mathematica

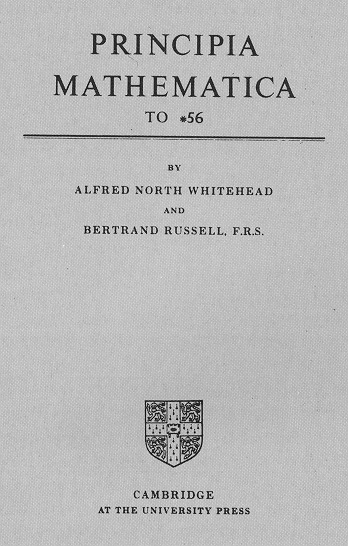
La carátula de la versión abreviada de Principia Mathematica

Principia Mathematica (1910–1913) es el trabajo matemático más famoso de Whitehead, coescrito con su exestudiante Bertrand Russell.
El propósito de Principia Mathematica era describir un conjunto de axiomas y reglas de interferencia en una lógica simbólica de la que todas las verdades matemáticas pueden ser probadas. Whitehead y Russell estaban trabajando en un nivel tan fundamental de las Matemáticas y la Lógica que les tomó hasta la página 86 del Volumen II para probar que 1+1=2, una prueba clave acompañada por el comentario, "La proposición anterior es útil en ocasiones".
En un principio, Whitehead y Russell pensaron que iban a tardar un año en terminarlo, pero terminaron tardando diez años. Para colmo de males, cuando se publicó, los tres volúmenes eran tan extensos (más de 2,000 páginas) y la audiencia muy poca (matemáticos profesionales) por lo que fue publicado con una pérdida de 600 libras, de las cuales 300 fueron pagadas por la Cambridge University Press, 200 por la Royal Society de Londres y 100 entre Whitehead y Russell. A pesar de la pérdida inicial, el día de hoy es tal vez uno de los trabajos más importantes de la librería académica en el mundo.
El último legado substancial de Principia Mathematica es mixto. Generalmente se acepta que el teorema de Incompletitud de Kurt Gödel de 1931, demuestra que para cualquier conjunto de axiomas y en reglas de inferencia propuestas para encapsular las Matemáticas, no habría verdades matemáticas que podrían demostrarse a partir de él, por lo que Principia Mathematica no podría cumplir todos sus objetivos. Sin embargo, Gödel no pudo haber llegado a esa conclusión sin el libro de Whitehead y Rusell. De este modo, el legado de Principia Mathematica se puede describir como su papel clave en refutar la posibilidad de alcanzar sus objetivos establecidos. Pero más allá de este legado irónico, el libro popularizó la lógica moderna matemática, así como señaló concesiones importantes entre la epistemología y la metafísica.

### Una introducción a las Matemáticas
A diferencia de los dos primeros libros de Whitehead de Matemáticas, Una Introducción a las Matemáticas (1911) no fue dirigido exclusivamente para matemáticos profesionales, sino para una audiencia mayor. El libro cubrió la naturaleza de las Matemáticas, su unidad, su estructura interna y su aplicación. En el primer capítulo Whitehead escribió:
"El objetivo de los siguientes capítulos no es enseñar Matemáticas, sino el permitirle a los alumnos que desde el principio de su curso sepan de que se trata la ciencia y por qué es necesario el fundamento del pensamiento exacto aplicado a fenómenos naturales". 
El libro puede ser visto como un intento para entender el crecimiento en unidad e interconexión de las Matemáticas como un todo, así como el análisis de la influencia mutua entre Matemáticas, Filosofía, Lenguaje y Física. A pesar de que el libro no es muy extenso, tiene puntos claves que sirvieron en los trabajos posteriores de Whitehead en Filosofía y Metafísica.

## Opiniones sobre la educación
Whitehead mostró una profunda preocupación por la reforma educativo en todos los niveles. Además de sus numerosas obras escritas sobre el tema, Whitehead fue nombrado por el primer ministro, David Lloyd George, como parte de un comité de 20 personas para investigar sistemas y prácticas de educación del Reino Unido en 1921 para recomendarlas.
La obra más completa sobre educación de Whitehead fue su libro de 1929, The Aims of Education and Other Essays, que recolectó varios ensayos y direcciones de Whitehead acerca del tema en 1916, cuando era presidente de la oficina de Londres de la Asociación Matemática. Dentro de la asociación, advirtió en contra de la enseñanza de los que llamaba "ideas inertes", ideas que son retazos inconexos de información, sin aplicación a la vida o cultura real. Opinó que "la educación con ideas inertes no es solamente inútil, es perjudicial".
Más que enseñar partes pequeñas de un gran número de temas, Whitehead prefirió enseñar relativamente pocos conceptos que el estudiante podría aplicar en varias áreas de la vida actual. Para Whitehead, la educación debe ser exactamente lo opuesto a la escuela multidisciplinaria libre de valores, pues debía contener principios generales que le otorgaran sabiduría a los alumnos para ayudarlos a formar conexiones entre las áreas de conocimiento que por lo general se consideran como partes independientes.
Con el fin de lograr este tipo de enseñanza, Whitehead señaló la necesidad de minimizar la importancia a los examen estándar de admisión para la escuela. Whitehead escribe:
"Toda escuela está obligada, bajo pena de extinción, a preparar a sus alumnos para un limitado grupo de exámenes determinados. Ningún maestro tiene libertad para desarrollar su educación general o sus estudios especializados en concordancia con las oportunidades de su escuela, que son creadas por su cuerpo directivo, su medio ambiente, su clase de alumnos y los fondos de que dispone. Opino que ningún sistema de pruebas periódicas destinado primordialmente a examinar individualmente a los escolares puede dar otro resultado que un despilfarro educativo".
Whitehead sostuvo que el currículum debe de ser desarrollado específicamente por sus propios estudiantes, ya que si no se arriesgan a sufrir de un estancamiento, interrumpido solo por movimientos ocasionales de un grupo de ideas a otro.
Por encima de todos los escritos educativos, Whitehead enfatizó la importancia de la imaginación y juego libre de ideas. En su ensayo, "Universidades y su función"; Whitehead escribe acerca de la imaginación:
"La imaginación no debe separarse de los hechos: es una forma de iluminar los hechos. Funciona mediante la obtención de principios generales que se aplican a los hechos, tal como existen, así como por una encuesta intelectual de posibilidades alternas que son consistentes con esos principios. Le permite al hombre construir una visión intelectual de un nuevo mundo".
La filosofía de la educación de Whitehead puede ser resumida en su declaración de que "el conocimiento se conserva menos que el pescado". En otras palabras, los bits desconectados de conocimiento no tienen sentido; todo conocimiento deber encontrar una aplicación imaginativa para la vida de los estudiantes, ya que si no se convierte en algo trivial y los alumnos se acostumbrar a repetir y decir hechos sin realmente entenderlos.

## Filosofía y Metafísica

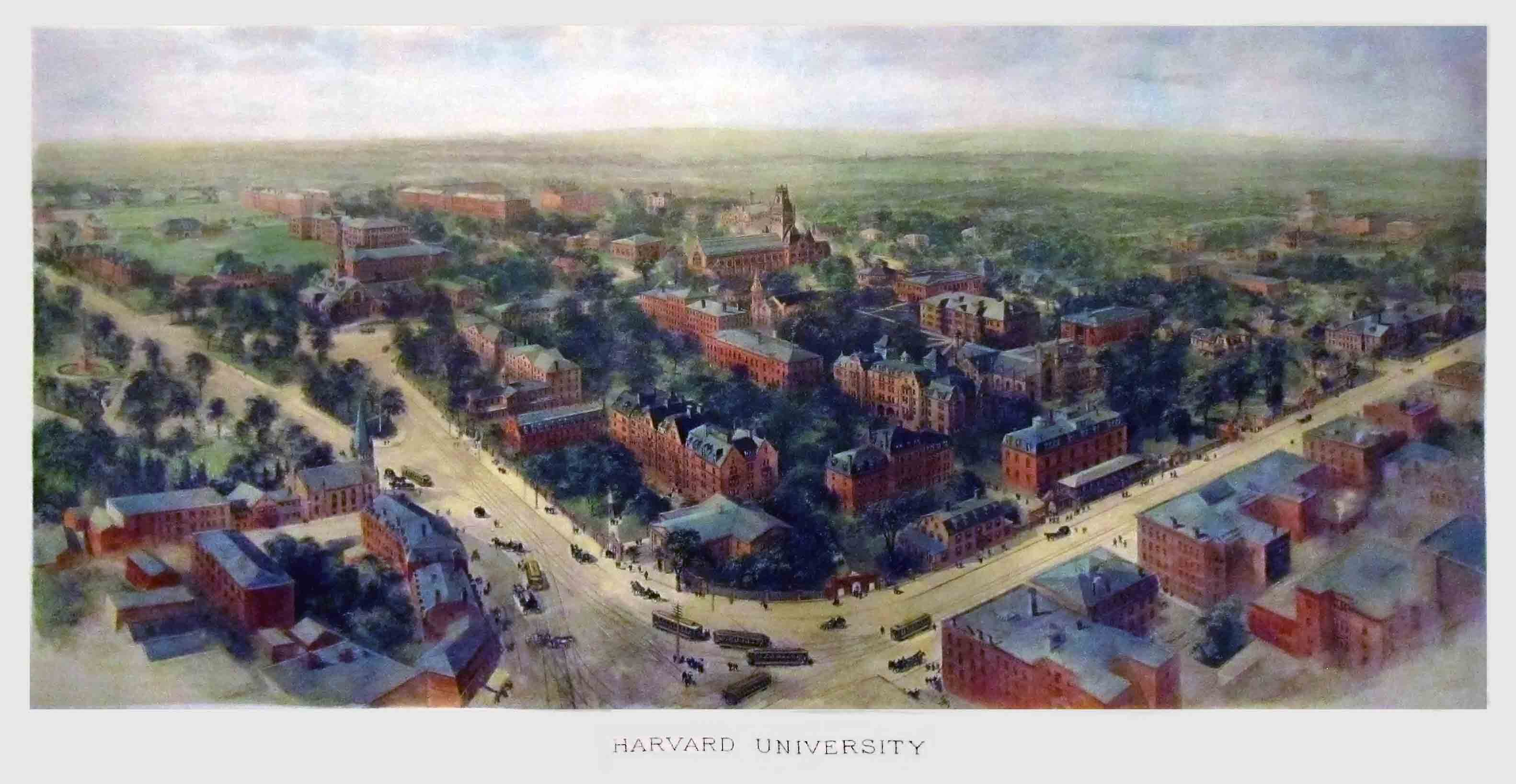
Acuarela de 1906 de Richard Rummell de la vista del paisaje de la Universidad de Harvard, frente a noreste. Whitehead enseñó en Harvard de 1924 a 1937.

Whitehead no comenzó su carrera como filósofo. De hecho, nunca tuvo un entrenamientos formal en Filosofía más allá de su educación universitaria. Al principio de su vida mostró gran interés y respeto por la Filosofía y la Metafísica, pero es evidente que se consideraba a sí mismo un amateur. En una carta a su amigo y exestudiante Bertrand Russell, después de discutir si la ciencia buscaba explicar o simplemente describir hechos, Whitehead escribió:
"Esta nueva pregunta nos aterriza en el océano de la Metafísica, sobre el cual mi profunda ignorancia de esa ciencia me prohíbe entrar". Irónicamente, en su vida posterior, Whitehead se convirtió en uno de los metafísicos.
Sin embargo, el interés en la Metafísica, la investigación filosófica de la naturaleza del universo y la existencia, ya había pasado de moda cuando Whitehead comenzó a escribir más en serio sobre el tema en la década de 1920. Los logros más impresionantes de la ciencia empírica habían conducido a un consenso general en el mundo académico según el cual el desarrollo de sistemas metafísicos comprensivos era un desperdicio de tiempo porque no estaban sujetos a pruebas empíricas.
Whitehead no se dejó impresionar por esa objeción. Según los apuntes de uno de sus estudiantes de la clase de 1927, Whitehead afirmó que: "Todo hombre científico, para poder preservar su reputación, debe decir que le desagrada la Metafísica. Lo que quiere decir es que no le gusta que la Metafísica sea criticada". En la opinión de Whitehead, los científicos y filósofos se basan todo el tiempo en suposiciones sobre el modo en que opera el universo, pero no es fácil percibirlas precisamente porque nunca se las examina ni cuestiona. Aunque reconoció que "los filósofos ansían formular los primeros principios de la metafísica", Whitehead sostenía que las personas deben reimaginar continuamente las suposiciones básicas que apuntalan su comprensión del universo si la filosofía y la ciencia han de progresar, aún si ese progreso resulta asintomático. Por esta razón, Whitehead consideró las investigaciones metafísicas como un componente esencial para la generación de conocimientos científicos y filosóficos de calidad.
Uno de los supuestos metafísicos que Whitehead consideró como falsos fue la idea cartesiana de que la realidad se construye fundamentalmente a partir de pedazos de materia que existen totalmente independientes entre sí. Whitehead decía que un "proceso" consta de eventos primarios que están fundamentalmente interrelacionados y dependen uno del otro. También argumentó que los elementos más básicos de la realidad también pueden ser considerados como experimentales, ya que todo está constituido por la experiencia. Usó el término "experiencia" de una manera amplia, para que incluso los procesos inanimados como las colisiones entre electrones manifiesten algún grado de experiencia. En esto, Whitehead se opuso a las ideas sobre los dos tipos de existencia, material y mental. Whitehead refirió a su sistema metafísico como un "organismo filosófico", pero se conoció más como la "Filosofía del Proceso".
La Filosofía de Whitehead era muy original y pronto obtuvo interés en los círculos filosóficos. Después de publicar El Concepto de la Naturaleza en 1920, sirvió como presidente de la Sociedad Aristotélica de 1922 a 1923 y Henri Bergson fue citado al decir que Whitehead era "el mejor filósofo escribiendo en inglés". Tan impresionante y diferente era la Filosofía de Whitehead que en 1924 fue invitado a unirse a la facultad de la Universidad de Harvard como profesor de Filosofía.

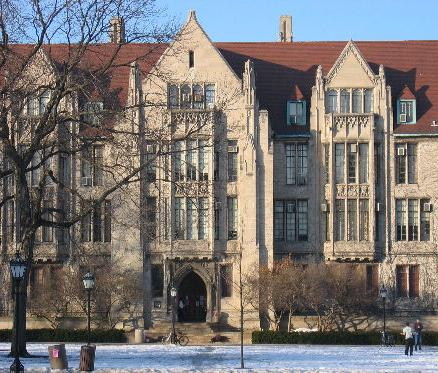
Eckhart Hall en la Universidad de Chicago. Comenzando con la llegada de Henry Nelson Wieman en 1927. La Escuela de Teología de Chicago llegó a estar estrechamente asociada con el pensamiento de Whitehead durante unos treinta años.

Esto no quiere decir que las ideas de Whitehead eran ampliamente aceptadas o bien aceptadas. Su trabajo filosófico es generalmente considerado en ser el más difícil en entender de todo el canon occidental. Incluso filósofos profesionales se esforzaban por entender y seguir los escritos de Whitehead. Una historia famosa que ilustra el nivel de dificultad de su Filosofía se centra en las conferencias expuestas acerca de las lecturas de Gifford entre 1927 y 1928, siguiendo por las lecturas de Arthur Eddington, que más tarde Whitehead publicaría como Proceso y realidad:
Eddington fue un conferencista popular que había cautivado a un público de 600 personas para un curso. La misma audiencia se presentó a la primera conferencia de Whitehead, pero fue completamente ininteligible, no solo para el mundo en general, sino también para los elegidos. Su padre remarcó que si no conociera a Whitehead bien, habría sospechado que era un impostor inventando todo a su paso... La audiencia en las conferencias posteriores fueron solo la mitad de una docena.
De hecho, puede que no se inapropiado el especular que una parte razonable del respeto que se le muestra a Whitehead, es por sus aportaciones filosóficas que en su momento fueron de gran desconcierto. Shailer Mathews, de la distinguida Universidad de Chicago, Divinity School, alguna vez dijo del libro de Whitehead de 1926, Religion in the Making: "Es exasperante y tengo que decir embarazoso, el leer página tras página palabras sumamente similares sin entender una sola oración".
Poco después de que se publicara el libro de Whitehead de Process and Reality en 1929, Wieman escribió una opinión en 1930:
"No muchas personas van a leer el libro más reciente de Whitehead en esta generación; de hecho, no muchas personas lo leerán sin importar la generación. Pero su influencia se irradiará a través de los círculos concéntricos de popularización hasta que el hombre más común pensará y actuará acorde a sus ideas. Después de una pocas décadas de discusión y análisis algunos pocos serán capaces de entenderlo y aplicarlo".
Las palabras de Wieman resultaron proféticas. Aunque Process and Reality ha sido llamado "sin duda el texto metafísico individual más impresionante del siglo XX", ha sido muy poco leído o entendido, en parte porque obliga, como Isabelle Stengers pone, "que los lectores acepten la aventura de las preguntas que los harán dudar de su conciencia del día a día". Whitehead cuestionó las suposiciones de la filosofía occidental acerca de cómo funciona el universo, por lo que en el siglo XI se dispuso a proporcionar una serie de nuevas soluciones.

### La concepción de la realidad según Whitehead
Whitehead estaba convencido de que la noción científica de la materia era engañosa al describir la naturaleza de las cosas. En su libro de 1925 Science and the Modern World, escribió que:
"Persiste...[a] fija la cosmología científica que supone el hecho de una materia bruta irreductible, o material, que se esparció a través del espacio en un flujo de configuraciones. En sí misma, la materia no tiene un sentido, valor o propósito. Solo hace lo que tiene que hacer, siguiendo una rutina impuesta por relaciones externas que no surgen de la naturaleza de su ser. Es esta suposición a la que le llamo 'materialismo científico'. Así como una suposición que debo desafiar por ser totalmente inadecuado a la situación científica a la que hemos llegado en la actualidad". 
Según Whitehead, hay una serie de problemas con esta noción de "materia irreductible". En primer lugar, oscurece y minimiza la importancia del cambio. Al pensar en cualquier cosa material (como una piedra o una persona) como lo mismo a través del tiempo y solo con algunos cambios secundarios a su "naturaleza", pues el materialismo científico esconde el hecho de que nada permanece igual. Para Whitehead, el cambio es fundamental e ineludible; enfatiza que "todas las cosas fluyen".
Entonces, en vista de Whitehead, conceptos como "calidad", "materia" y "forma" son problemáticos. Estos conceptos "clásicos" fallan al no contar con un cambio definido y pasan por alto el carácter activo y experimental de los elementos más básicos del mundo. Son abstracciones útiles, pero no son bloques básicos de construcción del mundo.
Lo que comúnmente se concibe como una sola persona, es filosóficamente descrito como un conjunto de eventos superpuestos. Después de todo, las personas cambian todo el tiempo, aunque solo sea por estar envejeciendo cada segundo y adquiriendo nuevas experiencias. Estas ocasiones de experiencia son lógicamente distintivas, pero están progresivamente conectadas en lo que Whitehead llama "sociedad" de eventos. Al asumir que los objetos duraderos son las cosas más reales y fundamentales del universo, los materialistas han confundido lo abstracto por lo concreto (lo que Whitehead llama "falacia de la concreción fuera de lugar").
Whitehead señaló las limitaciones del lenguaje como uno de los principales culpables de mantener una forma materialista del pensamiento y reconoció que puede ser difícil cambiarlo. Después de todo, cada momento en la vida de cada persona no puede tener nombre propio y es fácil y conveniente pensar que las personas y los objetos se mantienen iguales, en vez de pensar que cada cosa es diferente cada segundo. Sin embargo, las limitaciones de la vida cotidiana, así como el lenguaje, no deben impedir que la gente se dé cuenta de que "sustancias materiales" o "esencias" son una descripción generalizada de un procesos continuo y concreto. Nadie cuestiona que una persona de 10 años es muy diferente al tiempo que cumple 13 y en muchos sentidos no lo es, pero Whitehead señala que no es filosóficamente bueno el pensar que una persona es la misma de un solo segundo a otro.

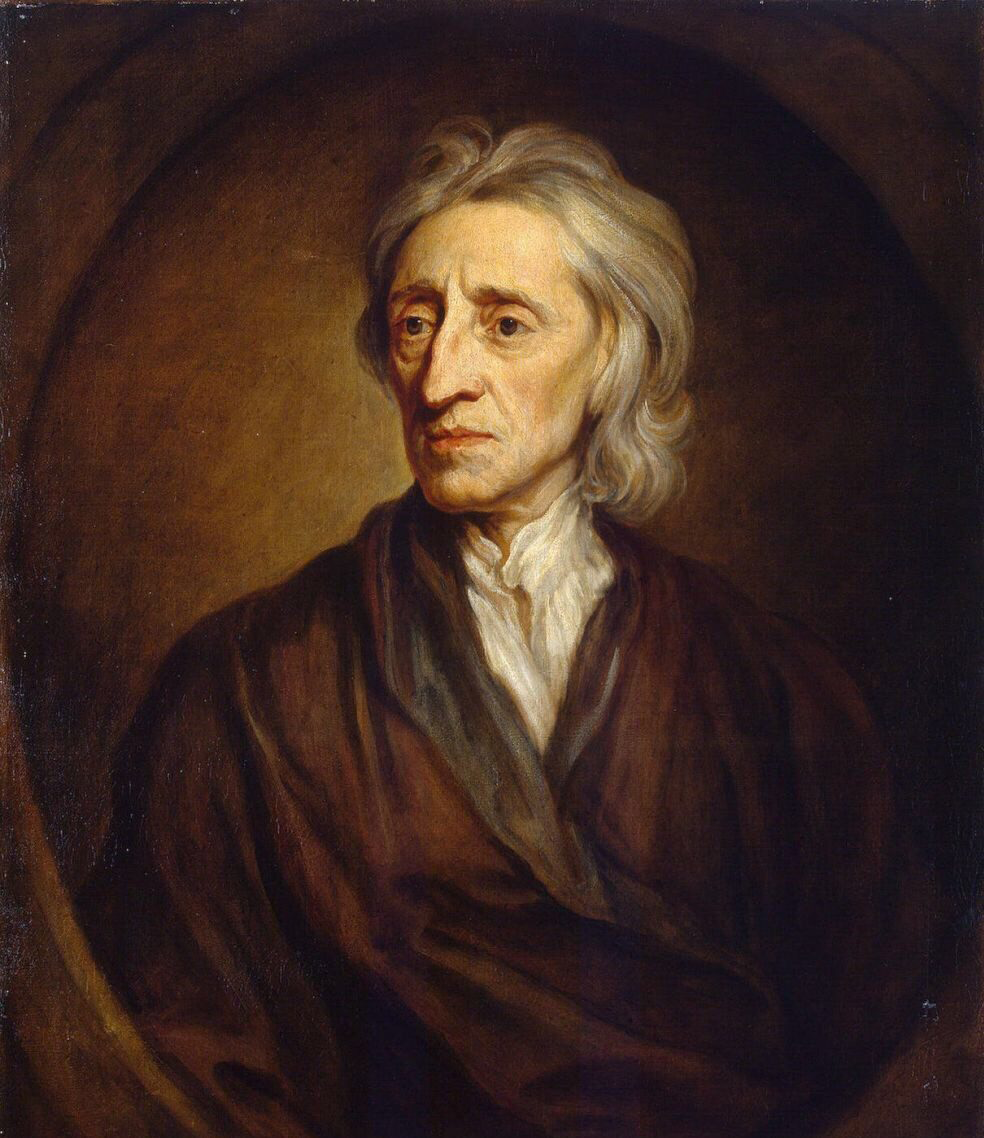
John Locke fue una de las influencias principales de Whitehead. En el prefacio de Proceso y realidad, Whitehead escribió: "El escritor que más plenamente anticipada las principales posiciones de la filosofía del organismo es John Locke en su Ensayo".

Un segundo problemas con el materialismo es que opaca la importancia de las relaciones. Ve cada objeto como distinto de otros objetos. Cada objeto es simplemente un conjunto de materia que solo esta externamente relacionada con otras cosas. La idea de que la materia como base, hace que las personas piensen de los objetos como algo separado en tiempo y espacio y no necesariamente relacionado con algo. Pero en la opinión de Whitehead, las relaciones toman un rol primario, tal vez más importante que el objeto por sí solo. Uno de los estudiantes, tomando notas en la clase de 1924 de Whitehead, escribió:
"La realidad se aplica a las conexiones, y solo en relación con las cosas conectadas. (A) es verdadera para (B), y (B) es verdadera para (A), pero [que son] no es absolutamente real, independientes unos de otros".
De hecho, Whitehead describe cualquier entidad, en cierto sentido, nada más y nada menos como la suma de sus relaciones con otras entidades, su síntesis y reacción con el mundo alrededor de ella. Una cosa real es la que obliga al resto del universo conformarse a ella; es decir, si en teoría, una cosa hecha estrictamente no causa diferencia con respecto a cualquier otra entidad (es decir, que no se relaciona con ninguna otra entidad), no podría decirse que existe realmente. Las relaciones no son secundarias a una cosa, sino que forman al objeto.
Aun así, debe ser enfatizado, que una entidad no es meramente una suma de sus relaciones, sino también una valoración de como se reacciona ante ellas. Para Whitehead, la creatividad es el principio absoluto de la existencia y cada entidad (siendo un ser humano, un árbol o un electrón) tiene un grado de novedad en la forma en que responde a otras entidades y no está totalmente determinada por leyes causales o mecanicistas. Por supuesto, la mayoría de la entidades no tienen conciencia. Las acciones de los humanos no siempre pueden ser predichas, lo mismo se puede decir acerca de donde crecerán las raíces de un árbol o cuando un electrón se moverá o si lloverá mañana. Además, la incapacidad de predecir el movimiento de un electrón no es por la falta de entendimiento o tecnología, sino de la falta de creatividad o libertad de cada entidad que siempre quedará como impredecible.
La otra cara de la creatividad o libertad como principio absoluto es que cada entidad está limitada por la existencia de una estructura social; cada entidad actual debe conformarse a las condiciones que lo rodean. La libertad siempre existe dentro de límites establecidos, pero la individualidad y originalidad de una entidad surge de la propia autodeterminación de como enfrentará al mundo con los límites ya existentes.
En resumen, Whitehead rechaza la idea de pedazos siempre constantes y separados de materia como la parte más básica de la construcción de la realidad, pues apoya la idea de eventos interrelacionados que forman un proceso. Concibe a la realidad como una serie de procesos dinámicos nunca estáticos y siempre formando más cosas, enfatizando que todos los objetos físicos cambian y evolucionan y que las "esencias" no cambiantes son sólo abstractos de materia provenientes de los eventos interrelacionados que al final resultan en cosas reales que forman al mundo.

### Teoría de la percepción
Como la metafísica de Whitehead describe a un universo que todas las entidades experimentaban, necesitaba una nueva manera de describir la percepción que no estuviera limitada a vivir, dando origen a la conciencia. El término que acuñó fue 'prensión', que viene del latín prehensio, que significa "aprovechar". El término tiene como objetivo indicar una clase de percepción que puede ser consciente o inconsciente, para que pueda aplicarse a personas o a electrones. También se pretende que se aclare el rechazo de Whitehead de la teoría de la percepción representativa, en la que la mente sólo tiene ideas privadas acerca de otras entidades. Para Whitehead, el término "prensión" indica que el que percibe incorpora aspectos para sí mismo de lo que esté observando. De esta manera, las entidades están constituidas por sus percepciones y relaciones en vez de ser independientes de ellas. Además, Whitehead considera que la percepción puede ocurrir de dos modos, por eficacia causal (o "prensión física") o por presencia inmediata (o "prensión conceptual").
Whitehead describe a la eficacia causal como "la experiencia dominando a los organismos primitivos, que tiene un sentido por el destino del que ha surgido, así como del destino al que se aproximan". En otras palabras, es el sentido de las relaciones causales entre entidades, un sentimiento de ser influenciado y afectado por el alrededor. Por otro lado, la presencia inmediata es a lo que usualmente se refiere como "el sentido puro de la percepción", sin la mediación de cualquier interpretación simbólica. En otras palabras, es la pura apariencia, que puede o no ser engañosa.
En organismo superiores, como las personas, estos dos modelos se combinan en lo que Whitehead llama "referencia simbólica", la cual uno a la apariencia con la causa de un proceso que es tan automático que tanto humanos como animales tienen dificultad para abstenerse de ella. A modo de ilustración, Whitehead utiliza el ejemplo del encuentro de una persona con una silla. Una persona ordinaria mira hacia arriba, ve una forma coloreada, e inmediatamente se deduce que se trata de una silla. Sin embargo un artista, según Whitehead, "pudo no haber llegado a la noción de una silla", pero si "pues haberse parado a contemplar la belleza y figura de la silla". Esta no es la reacción normal de un ser humano; la mayoría de las personas clasifica a los objetos en categorías de hábitat o instinto, sin siquiera pensarlo. Además, los animales hacen lo mismo. Usando el mismo ejemplo, Whitehead señala que un perro "hubiera actuado de inmediato siguiendo la hipótesis de la silla y la hubiera saltado". De este modo las referencias simbólicas son una fusión del puro sentido de la percepción y las relaciones causales y que de hecho son las relaciones causales las que dominan las mentalidades más básicas, como la del perro, mientras que las percepciones son las que dominan a las mentes superiores, como la del artista.

### Evolución y valor
Whitehead creía que cuando se hacían preguntas acerca de los hechos básicos de la existencia, preguntas acerca del valor y el propósito siempre están presentes. Esto se confirma con sus ideas de la abiogénesis o el proceso natural hipotético del cual surge la vida de simples compuestos orgánicos.
Whitehead hace la sorprendente observación de que "la vida es relativamente deficiente en cuanto al valor de la supervivencia". Si los humanos solo pueden existir por unos cien años y las piedras por hasta 8 millones, entonces uno se ve obligado a preguntar por qué los organismos más complejos son los que evolucionan". Después remarcó que lo que distingue a las formas superiores de la vida es que siempre están involucradas en modificar su entorno, una actividad que él teoriza como uno de los principales objetivos de la vida. En otras palabras, Whitehead ve la vida como dirigida a incrementar la satisfacción propia.
Para Whitehead, no hay tal cosa como materia inerte. En su lugar, todas las cosas tienen un cierto grado de libertad o creatividad, lo que les permite estar al menos autodirigidas. David Ray Griffin, también un filósofo del proceso, acuñó el término "panexperientalismo" (la idea de que todas entidades experimentan) para describir la idea de Whitehead y distinguirlo del pansiquismo (la idea de que toda la materia tiene conciencia).

### Dios
La idea de Whitehead de Dios difiere de las nociones tradicionales monoteístas. Tal vez su crítica más famosa de la concepción cristiana de Dios es que "la iglesia dio los atributos a Dios que le correspondían específicamente al César". Whitehead critica al Cristianismo por definir a Dios como un rey divino que impone su voluntad sobre el mundo. Al contrario de las formas más aceptadas de Cristianismo, Whitehead enfatiza la idea de Dios como "la breve visión de Galileo de la humildad":
"No enfatiza al César en el poder, al moralista implacable o a el motor inmóvil. Se detiene sobre los elementos sensibles en el mundo, que poco a poco y en quietud operan por el amor y encuentran su propósito en la inmediatez del presente de un reino, no de un mundo. El amor no gobierno ni es indiferente y lo mismo ocurre con la moral. No ve hacia el futuro, encuentra su propia recompensa en el presente inmediato".
Sin embargo, cabe destacar que para Whitehead Dios no está necesariamente atado a la religión. En lugar de mencionar a la fe, Whitehead ve a Dios como necesario para el sistema metafísico. Su sistema requiere de que exista un orden entre las posibilidades, un orden que permita la novedad en el mundo y proporcione un objetivo para todas las entidades. Whitehead postuló la existencia de estos potenciales ordenados en lo que llamó la naturaleza primordial de Dios. Sin embargo, Whitehead también estaba interesado en la experiencia religiosa. Esto le llevó a reflexionar más intensamente en lo que vio como la segunda naturaleza de Dios, la naturaleza consecuente. La concepción de Whitehead de Dios como entidad "dipolar" ha hecho un llamamiento para el pensamiento teológico fresco.
La naturaleza primordial que describió como "la realización conceptual ilimitado de la riqueza absoluta de potencialidad", por ejemplo, la posibilidad ilimitada del universo. Esta naturaleza primordial es eterna e inmutable y proporciona entidades en el universo con posibilidades de realización. Whitehead también llama a este aspecto primordial "el señuelo de sentimiento, el deseo eterno de deseo", tirando de las entidades en el universo hacia posibilidades aun no realizadas.
Como Whitehead dice, "[Dios] guarda el mundo a medida que pasa a la inmediatez de su propia vida. Es el juicio de una ternura que no pierde nada que se pueden guardar". En otras palabras, Dios salva y cuida todas las experiencias por siempre y esas experiencias cambian la forma en que Dios interactúa con el mundo.
Por lo tanto, Whitehead ve a Dios y el mundo como un complemento. Ve a las entidades del mundo como cosas fluidas y cambiantes que anhelan una permanencia que sólo Dios puede proveer. Ve a Dios como un cambio permanente, a veces deficiente. Considera a Dios como posibilidades eternamente no realizadas que requiere del mundo para actualizarlas. Menciona que Dios le da permanencia a las criaturas, mientras que ellas le dan la realidad y el cambio. Aquí vale la pena citar extensamente Whitehead:
"De esta manera Dios se completa con el individuo, satisfacciones fluidas de hecho finito y los eventos temporales se completan con su unión eterna con su ser transformado, purgados en conformación con el orden eterno que resulta ser la absoluta 'sabiduría'. El resumen final solo puede ser expresado en términos de un grupo de antítesis, cuyas auto-contradicciones aparentes dependerán de la negligencia de las diversas categorías de la existencia. En cada una de las antítesis hay un cambio de sentido que convierte a la oposición en un contraste.

"Es verdadero decir que Dios es permanente y el mundo fluido, así como el mundo es permanente y Dios es fluido.
"Es verdadero decir que Dios es uno y el mundo mucho, así como el mundo es uno y Dios es muchos.
"Es verdadero decir que, en comparación con el mundo, Dios es actualmente eminente, así como en comparación con Dios, el mundo es actualmente eminente.
"Es verdadero decir que el mundo es inmanente en Dios, así como Dios es inmanente en el mundo.
"Es verdadero decir que Dios trasciende en el Mundo, así como el mundo trasciende en Dios.

"Lo que se hace en el mundo se transforma en una realidad en el cielo, y la realidad en el cielo pasa de nuevo al mundo ... En este sentido, Dios es el gran compañero - el compañero de fatigas que siempre entiende".
Lo anterior es parte de la escritura más evocadora de Whitehead sobre Dios, y fue lo suficientemente poderosa como para inspirar el movimiento conocido como teología del proceso, una vibrante escuela teológica de pensamiento que continúa prosperando hoy en día.

### Religión
Para Whitehead el núcleo de la religión era individual. Al reconocer que los particulares nunca pueden ser totalmente separados de su sociedad, argumentó que la vida es un hecho interno por sí mismo antes de que sea un hecho externo que se relaciona con los demás. Su más famosa observación de la religión es que "la religión es lo que el individuo realiza en su propia soledad ... y si nunca son solitarios, nunca son religiosos". Whitehead consideró a la religión como un sistema de verdades generales que transformaron el carácter de las personas. Puso especial cuidado en señalar que la religión es a menudo una buena influencia, pero no necesariamente una buena, una idea que llamó "ilusión peligrosa" (por ejemplo, una religión podría alentar el exterminio violento de un rival de los adherentes a la religión).
Sin embargo, mientras que Whitehead vio a la religión como el principio de la soledad, también vio la religión como la necesaria ampliación más allá del individuo. Siguiendo su metafísica del proceso en el que las relaciones son primarias, escribió que la religión requiere de la realización de "el valor del mundo objetivo que es un derivado de la comunidad de las interrelaciones de sus componentes individuales". En otras palabras, el universo es una comunidad que se forma a través de la relación de cada entidad individual con los demás. Whitehead escribe además que cada entidad no puede encontrar dicho valor hasta que se ha fusionado su reclamo individual con la del universo objetivo. La religión es lealtad en el mundo y a la vez, el espíritu se entrega a esta afirmación universal y lo apropia para sí mismo. De este modo los aspectos individuales y universales o sociales de la religión, son mutuamente dependientes.
Whitehead también describió a la religión más técnicamente como un "último deseo para infundir una emoción particular que por lo general pertenece a una sola idea". En otras palabras, la religión toma emociones profundas y las contextualiza dentro de un sistema de verdades generales del mundo, esperando que las personas identifiquen su verdadera importancia. Para Whitehead, la religión sirvió como una clase de puente entre la Filosofía y las emociones y propósitos de una sociedad en particular. Pensaba que la religión era la responsable de hacer que la Filosofía fuera aplicable para el día a día.

## Influencia y legado
Isabelle Stengers escribió que "Los Whiteheadians son reclutados filósofos y teólogos, así como profesionales de los más diversos horizontes, desde la Ecología hasta el Feminismo, cuyas prácticas unen a la lucha política y la espiritualidad con las ciencias de la educación". De hecho, en las últimas décadas la atención sobre el trabajo de Whitehead se ha extendido, con un interés que se extiende a los intelectuales en Europa y China, así como a procedentes de campos tan diversos como la Ecología, la Física, la Biología, la Educación, la Economía y la Psicología. Uno de los primeros teólogos que trató de interactuar con el pensamiento de Whitehead fue el futuro arzobispo de Canterbury, William Temple, que posteriormente publicó "La naturaleza, el hombre y Dios". Sin embargo, no fue hasta la década de 1970 y 1980 que el pensamiento de Whitehead llamó mucho la atención fuera de un pequeño grupo de filósofos y teólogos, principalmente a estadounidenses.
Los primeros seguidores de Whitehead se encuentran principalmente en la Universidad de la Escuela de Teología de Chicago, donde Henry Nelson Wieman inició un interés en el trabajo de Whitehead, que duraría unos treinta años. Los profesores como Wieman, Charles Hartshorne, Bernard Loomer, Bernard Meland y Daniel Day Williams hicieron de la filosofía de Whitehead el hilo intelectual más importante en la Escuela de la Divinidad. Enseñaron esta filosofía a generaciones y el estudiante más notable fue John B. Cobb, Jr.
Aunque el interés por Whitehead fue desvaneciendo en la Escuela de Teología de Chicago, Cobb agarró con eficacia la antorcha y la plantó con firmeza en Claremont, California, donde comenzó a enseñar en la Escuela de Teología de Claremont en 1958 y fundó el Centro de Estudios de proceso con David Ray Griffin en 1973. En gran parte, debido a la influencia de Cobb, hoy Claremont permanece fuertemente identificado con el pensamiento proceso de Whitehead.
Pero mientras Claremont sigue siendo el centro de mayor concentración de la actividad de Whitehead, el lugar donde las ideas de Whitehead actualmente parecen estar creciendo más rápidamente es en China. Con el fin de hacer frente a los retos de la modernización y la industrialización, China ha comenzado a mezclar las tradiciones del taoísmo, el Budismo y el Confucianismo con la filosofía "constructiva postmoderna" de Whitehead para poder crear una "civilización ecológica". Hasta la fecha, el gobierno chino ha estimulado la creación de veintitrés centros universitarios basados en el estudio de la filosofía de Whitehead, así como cada vez se requieren más los libros de los demás filósofos del proceso John Cobb y David Ray Griffin, pues se están convirtiendo en una lectura obligatoria para la graduación de los estudiantes. Cobb ha atribuido el interés que muestra China en la Filosofía del proceso parcialmente al estrés de Whitehead en la interdependencia mutua de la humanidad y la naturaleza, así como su énfasis en un sistema educativo que incluye la enseñanza de valores en lugar de simples hechos.
Sin embargo, en general, la influencia de Whitehead es muy difícil de caracterizar. En los países de habla inglés, sus obras principales se estudiaron poco, excepto por Claremont y un selecto número de programas liberales de teología y filosofía a nivel de posgrado. Fuera de estos círculos su influencia es relativamente pequeña y difusa y solo se ha expandido principalmente a través del trabajo de sus estudiantes y admiradores, más que del propio Whitehead. Por ejemplo, Whitehead fue profesor y gran amigo de su colaborador Bertrand Russell y también enseñó y supervisó la tesis de Willard Van Orman Quine y ambos son importantes figuras de la Filosofía Analítica, la rama principal de Filosofía de los países de habla inglés del siglo XX. Whitehead también ha tenido admiradores de alto perfil en la cultura continental, tales como el filósofo postestructuralista francés Gilles Deleuze, que alguna vez comentó que Whitehead "estaba provisionalmente como el último gran filósofo anglo-americano antes de sus discípulos de Wittgenstein que difundieron su brumosa confusión, suficiencia, y el terror". El sociólogo y antropólogo francés Bruno Latour incluso fue tan lejos como para llamar a Whitehead "el más grande filósofo del siglo XX".
Sin embargo, según las opiniones de Deleuze y Latour, las ideas de Whitegead no son especialmente influyentes dentro de las escuelas filosóficas más dominantes. Es imposible decir exactamente por qué la influencia de Whitehead no ha sido más generalizada, pero en parte puede ser porque sus ideas metafísicas parecían algo contrario a la intuición (como su afirmación de que la materia es una abstracción) o por su inclusión de elementos teístas en su filosofía o por sus ideas de la percepción de la metafísica como pasado de moda.

### Filosofía y teología del proceso

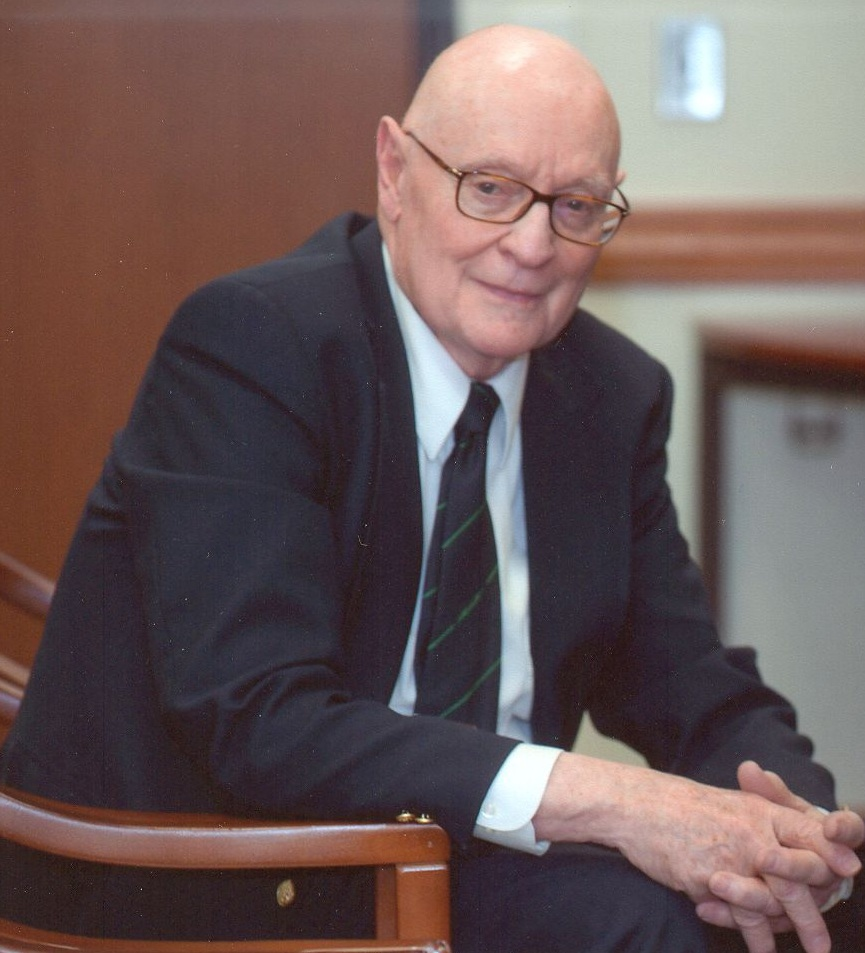
Filósofo Nicholas Rescher. Rescher es un defensor de la filosofía proceso de Whitehead y del pragmatismo estadounidense.

Históricamente, el trabajo de Whitehead ha sido más influyente en el campo de la teología progresista estadounidense. De los primeros y más importantes defensores de las ideas Whitehead en el contexto teológico es Charles Hartshorne, quien estuvo un semestre Harvard como asistente de Whitehead en 1925 y estuvo fuertemente acreditado por desarrollar la Filosofía del proceso de Whitehead a una teología del proceso. Otros notables teólogos del proceso incluyen a John B. Cobb, Jr., David Ray Griffin, Marjorie Hewitt Suchocki, Robert C. Mesle, Roland Faber y Catherine Keller.
La teología del proceso por lo general hace hincapié en la naturaleza relacional de Dios. En lugar de ver a Dios como impasible o sin emociones, los teólogos del proceso ven a Dios como "el compañero que entiende el cansancio" y como el ser que está sumamente afectado por eventos temporales. Hartshorne señala que la gente no alaba a un gobernante humano que afectado por cualquiera de las alegrías o las penas de sus seguidores, en cambio, como el ser más afectado por el mundo, Dios es el ser que puede responder más adecuadamente ante el mundo. Sin embargo, la teología del proceso se ha formulado en una amplia variedad de formas. C. Robert Mesle, por ejemplo, aboga por un "naturalismo del proceso", es decir, un proceso de una teología sin Dios.
De hecho, la teología del proceso es difícil de definir porque los teólogos del proceso son muy diversos y transdisciplinarios en sus puntos de vista e intereses. John B. Cobb, Jr. es un teólogo del proceso que también ha escrito libros sobre Biología y Economía. Roland Faber y Catherine Keller integran las ideas de Whitehead junto con ideas postestructuralistas, poscolonialistas, y la teoría feminista. Charles Birch es un teólogo, pero también un genetista. Franklin I. Gamwell escribe sobre la teología y la teoría política. En Syntheism - Creación de Dios en la era del Internet, los futurólogos Alexander Bard y Jan Soderqvist repetidamente dan crédito a la teología del proceso de Whitehead, pues promueve la cultura participativa en la era digital.
La filosofía del proceso es aún más difícil de precisar que la teología del proceso. En la práctica, los dos campos no pueden estar totalmente separados. Los 32 volúmenes de las series constructivas posmodernas de la Universidad Estatal de Nueva York editados por el filósofo proceso y teólogo David Ray Griffin muestran la gama de áreas en las que diferentes filósofos del proceso, incluyendo la Física, la Ecología, la Medicina, la política pública, la no violencia, la Política y Psicología.
Una escuela filosófica que históricamente ha tenido una estrecha relación con la filosofía del proceso es el pragmatismo estadounidense. El mismo Whitehead tenía un concepto alto de William James y John Dewey y reconoció su deuda con ellos en el prefacio a Process and Reality.. Charles Hartshorne, junto con Paul Weiss, editaron los artículos recogidos de Charles Sanders Peirce, uno de los fundadores de pragmatismo.

### Ciencia

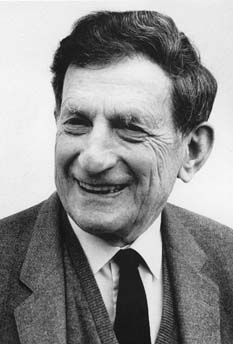
El físico teórico David Bohm. Bohm es un ejemplo de un científico influenciado por la filosofía de Whitehead.

En los últimos años, el pensamiento Whiteheadiano se ha convertido en una influencia estimulante en la investigación científica. La obra de Timothy E. Eastman y Hank Keeton, Física y Whitehead (2004), así como la de Michael Epperson, Mecánica Cuántica y la Filosofía de Alfred North Whitehead (2004), tuvieron como objetivo un enfoque a la Física, mientras que la obra de Brian G. Henning, Adam Scarfe y Dorion Sagan, Más allá del mecanismo (2013) y la de Rupert Sheldrake, Ciencia libre (2012), tienen un enfoque en Biología.
En Física, las ideas de Whitehead han tenido cierta influencia. Articuló una idea que puede ser considerada como igual a la relatividad general de Einstein y ha sido severamente criticado. Yutaka Tanaka, quien sugiere que la constante de gravedad es diferente a los resultados experimentales y propone que el trabajo de Einstein no va en contra de las formulaciones de Whitehead. Sin embargo ahora, ciertas ideas presentes en la teoría de Whitehead se han vuelto obsoletas, principalmente por causa del descubrimiento de las ondas gravitacionales. Esto se debe, a que las ondas gravitacionales, son fenómenos observados a nivel local, que violan en gran medida el tipo de planitud local del espacio que Whitehead daba por hecho. En consecuencia, la cosmología de Whitehead debe considerarse como una aproximación local y, su suposición de una geometría espacio-temporal, la de Minkowski en particular, debe considerarse como una aproximación a menudo localmente adecuada. En el caso de que se intentase actualizar, las teorías físicas whiteheadianas, estas tendrían que adaptarse a la geometría de Riemann. 
Otros científicos para quienes el trabajo de Whitehead ha sido influyente, incluyen al físico químico Ilya Prigogine, el biólogo Conrad Hal Waddington,y los genetistas Charles Birch y Sewall Wright. Además, aunque el propio Whitehead solo le dio una importancia secundaria a la teoría cuántica, su metafísica de procesos ha demostrado ser atractivo para algunos físicos en ese campo. Henry Stapp y David Bohm se encuentran entre los que han sido influenciados por Whitehead.

## Obra
Libros escritos por Whitehead, listados por fecha de publicación.
- A Treatise on Universal Algebra. Cambridge: Cambridge University Press, 1898. ISBN 1-4297-0032-7. Disponible en línea en: http://projecteuclid.org/euclid.chmm/1263316509 Archivado el 3 de septiembre de 2014 en Wayback Machine..
- The Axioms of Descriptive Geometry. Cambridge: Cambridge University Press, 1907.[143] Disponible en línea en: http://quod.lib.umich.edu/u/umhistmath/ABN2643.0001.001.
- Con Bertrand Russell. Principia Mathematica, Volumen I. Cambridge: Cambridge University Press, 1910. Disponible en línea en: http://www.hti.umich.edu/cgi/b/bib/bibperm?q1=AAT3201.0001.001. Vol. 1 a *56 disponible como CUP rústico.[144][145][146]
- An Introduction to Mathematics. Cambridge: Cambridge University Press, 1911. Disponible en línea en:http://quod.lib.umich.edu/u/umhistmath/AAW5995.0001.001. Vol. 56 of the Great Books of the Western World series.
- Con Bertrand Russell. Principia Mathematica, Volumen II. Cambridge: Cambridge University Press, 1912. Disponible en línea en: http://www.hti.umich.edu/cgi/b/bib/bibperm?q1=AAT3201.0002.001.
- Con Bertrand Russell. Principia Mathematica, Volumen III. Cambridge: Cambridge University Press, 1913. Disponible en línea en:http://www.hti.umich.edu/cgi/b/bib/bibperm?q1=AAT3201.0003.001.
- The Organization of Thought Educational and Scientific. London: Williams & Norgate, 1917. Disponible en línea en:https://archive.org/details/organisationofth00whit.
- An Enquiry Concerning the Principles of Natural Knowledge. Cambridge: Cambridge University Press, 1919. Disponible en línea en: https://archive.org/details/enquiryconcernpr00whitrich.
- The Concept of Nature. Cambridge: Cambridge University Press, 1920. Basado en las Tarner Lectures de noviembre de 1919 en la Trinity College. Disponible en línea en: https://archive.org/details/cu31924012068593.
- The Principle of Relativity with Applications to Physical Science. Cambridge: Cambridge University Press, 1922. Disponible en línea en: https://archive.org/details/theprincipleofre00whituoft.
- Science and the Modern World. New York: Macmillan Company, 1925. Vol. 55 of the Great Books of the Western World series.
- Religion in the Making. New York: Macmillan Company, 1926. Basado en las Lowell Lectures de 1926.
- Symbolism, Its Meaning and Effect. New York: Macmillan Co., 1927. Basado en las lecturas de Barbour-Page de 1927 en la Universidad de Virginia.
- Process and Reality: An Essay in Cosmology. New York: Macmillan Company, 1929. Basado en las Gifford Lectures de 1927–28 de la Universidad de Edinburgo. Edición corregida en 1978 de David Ray Griffin y correcciones de Donald W. Sherburne en ediciones británicas y estadounidenses.
- The Aims of Education and Other Essays. New York: Macmillan Company, 1929.
- The Function of Reason. Princeton: Princeton University Press, 1929. Basado en las lecturas de Louis Clark Vanuxem de 1929 de la Universidad de Princeton.
- Adventures of Ideas. New York: Macmillan Company, 1933. También publicado por Cambridge: Universidad de Cambridge Press, 1933.
- Nature and Life. Chicago: Universidad de Chicago, Press, 1934.
- Modes of Thought. New York: MacMillan Company, 1938.
- "Mathematics and the Good." In The Philosophy of Alfred North Whitehead, editado por Paul Arthur Schilpp, 666–681. Evanston and Chicago: Northwestern University Press, 1941.
- "Immortality." In The Philosophy of Alfred North Whitehead, editado por Paul Arthur Schilpp, 682–700. Evanston and Chicago: Northwestern University Press, 1941.
- Essays in Science and Philosophy. Londres: Philosophical Library, 1947.
- Con Allison Heartz Johnson, ed. The Wit and Wisdom of Whitehead. Boston: Beacon Press, 194

## Edición en castellano
- Proceso y realidad. Un ensayo de cosmología. Introducción y traducción Miguel Candel Sanmartín, edición corregida y revisada de 1978, cartoné, colección Liber naturae (Segunda edición). Ediciones Atalanta. 2021. ISBN 978-84-122130-2-7.
- El concepto de la naturaleza. Editorial Cactus. 2019. ISBN 978-987-3831-37-9.
- La función de la razón. Editorial Tecnos. 2003. ISBN 978-84-309-4003-5.